# Eormenric
Eormenric va ser un rei anglosaxó de Kent, en un període que podria ser del 534/540 al 564/580. El seu pare potser va ser Octa de Kent. Amb més certesa es pot afirmar que el seu fill era Etelbert, que el va succeir, segons diu la Crònica anglosaxona.
Gregori de Tours diu que el matrimoni entre Etelbert i una princesa franca anomenada Bertha, va passar mentre era filius regis (el fill del rei), i probablement vol dir que va ser durant el regnat del seu pare que, segons les genealogies de reis es deia Eormenric. Per tant, Eormenric es podria considerar el primer rei de Ken no llegendari sinó veritablement històric. Atès que no es diu quina av ser la data de les noces, no es pot datar amb certesa el regnat d'Eormenric. Beda el Venerable situa la seva mort l'any 560, però com que l'esposa del seu fill encara no havia nascut en aquesta data, sembla que Beda estava equivocat. Si es dona per vàlid el que diu Gregori de Tours, més aviat sembla que el pare d'Etelbert encara era viu en la data que l'autor va escriure la seva crònica, el 589.
La relació entre Eormenric i els francs va més enllà de la seva nora. El primer component del seu nom, Eormen- pertany a una arrel lingüística rara a l'Anglaterra del seu temps, però molt comú a França. Tant l'arrel Eormen- com el sufix -ric es trobaran repetides vegades en els noms posteriors de la seva nissaga, que es feien dir els Oiscingues. Probablement això vulgui dir que els juts de Kent eren els més sociables dels anglosaxons i que admetien barrejar-se amb gent d'altres cultures.